# Château de la Maison-Blanche
Le Château de la Maison-Blanche est un château du XVIIe siècle situé dans la commune de Brain-sur-Longuenée, en Maine-et-Loire.

## Situation
https://www.google.fr/maps/dir/47.7728864,-0.8065419/Ch%C3%A2teau+de+la+Maison+Blanche,+49220+Brain-sur-Longuen%C3%A9e/@47.5849471,-0.7622687,17z/data=!4m9!4m8!1m1!4e1!1m5!1m1!1s0x480885ea4fc23943:0xa89dcce41bc3fc93!2m2!1d-0.7589089!2d47.58592

## Histoire
Le château de la Maison Blanche a été habitée par Jeanne Levoyer de la Dominière, par les Vernault, les Guillot, puis les Richou, les Denéchau et en ce moment par les Le Guyader.